# Katerheidemolen
De Katerheidemolen is een windmolenrestant in Sint-Mariaburg, gemeente Brasschaat, aan het kruispunt van de Kapelsesteenweg en de Molenweg. De molen werd gebouwd in 1765 en kwam kort nadien in handen van Petrus De Caters, vandaar de naam.
Deze ronde stenen molen van het type stellingmolen fungeerde als korenmolen.
Al in 1267 was sprake van een standerdmolen in deze omgeving. Tijdens het Beleg van Antwerpen (1584-1585) werd de molen platgebrand en herbouwd in 1598. De molen moest wijken voor het rechttrekken van de weg van Bergen op Zoom naar Antwerpen en daarom werd in 1765 een nieuwe, stenen. molen gebouwd.
In 1894 kwam een einde aan het windbedrijf. Mechanische aandrijvingen zoals een stoommachine, en uiteindelijk een elektromotor, deden hun intrede. In 1916 werd het wiekenkruis verwijderd.
In 1916 werd de molen aangekocht door de gemeente. Restauratie geschiedde pas in 1981-1983. Hij werd nu gebruikt als cultureel centrum. Na een restauratie in 2015 werd de romp bestemd voor horeca.
- Inventaris van het Bouwkundig Erfgoed (Vlaanderen): 47912